# Aina Denti Muntané
Aina Denti Muntané (Esplugues de Llobregat, Baix Llobregat, 30 de maig de 1985) és una exjugadora de bàsquetbol catalana.
Pívot, durant la seva etapa de formació jugà en diversos equips catalans, Club Bàsquet Cornellà, Associació Esportiva Joventut Riera, Club Bàsquet Santa Rosa de Lima Horta i el Segle XXI, de la Lliga Femenina 2. La temporada 2003-04 debutà a la Lliga Femenina amb el Asociación Deportiva Corteagada gallec i posteriorment jugà amb el Club Basket Islas Canarias (2006-07), Club Bàsquet Olesa (2007-08, 2009-11) i Club Bàsquet Puig d'en Valls (2011-12). Fou internacional amb la selecció espanyola en categoria júnior i sub-20.